# Вільнюс (станція)
Вільнюс (лит. Vilniaus geležinkelio stotis) — головна та найбільша пасажирська залізнична станція Литовських залізниць. Розташована в столиці Литви місті Вільнюсі. Поруч зі станцією знаходиться міжміський автовокзал.

## Історія
Станція відкрита у 1860 році, під час будівництва Санкт-Петербург-Варшавської залізниці (1852—1862) Перший поїзд на станцію прибув з Дінабургу 4 вересня 1860 року.
У 1860 році побудовано будівля вокзалу. У 1861 році побудована лінія Вільно — Ковно — Ейдткунен (Східна Пруссія), 1874 року — побудована залізниця до Мінська, які поєднали Вільнюський вокзал із Пруссією та Білоруссю. 1884 року побудовано паровозне депо.
З 1882 року, з невеликими перервами, у Вільнюсі діє регіональний центр управління залізницями (нині — Управління дирекції Литовських залізниць).
1919 року створена компанія «Литовські залізниці», а  вокзал станції став основним в її складі. Після захоплення півдня Литви Польщею у 1920-х роках, Вільнюс став провінційною станцією польських залізниць. Залізничне сполучення з рештою Литви було перервано до 1938 року. Після захоплення Польщі військами гітлерівської Німеччини залізнична станція була повернута Литві, а 1940 року увійшла до складу радянської залізниці після окупації Литви СРСР.

Вокзал станції Вільнюс
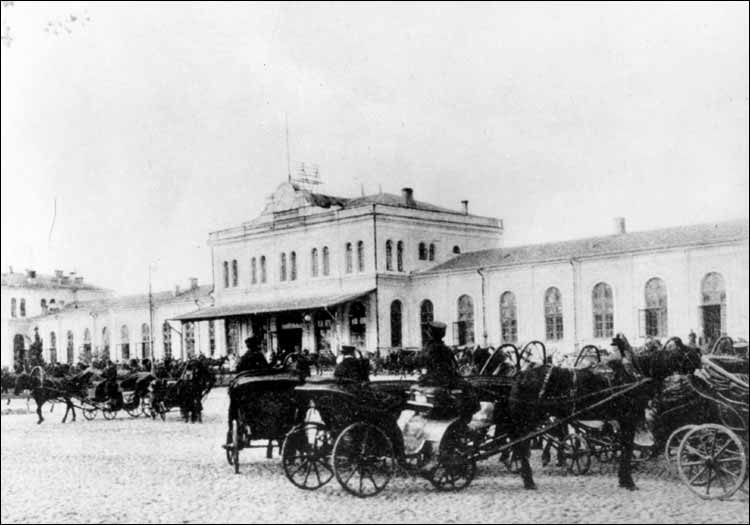
1850
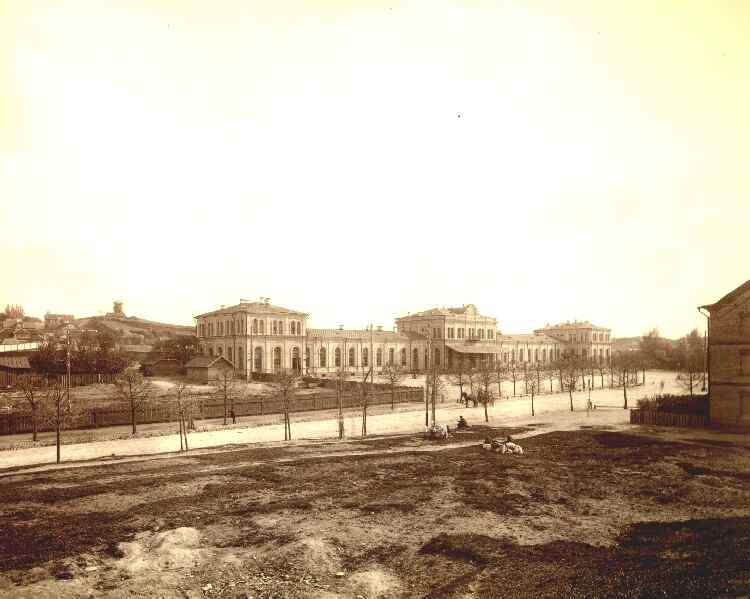
1873
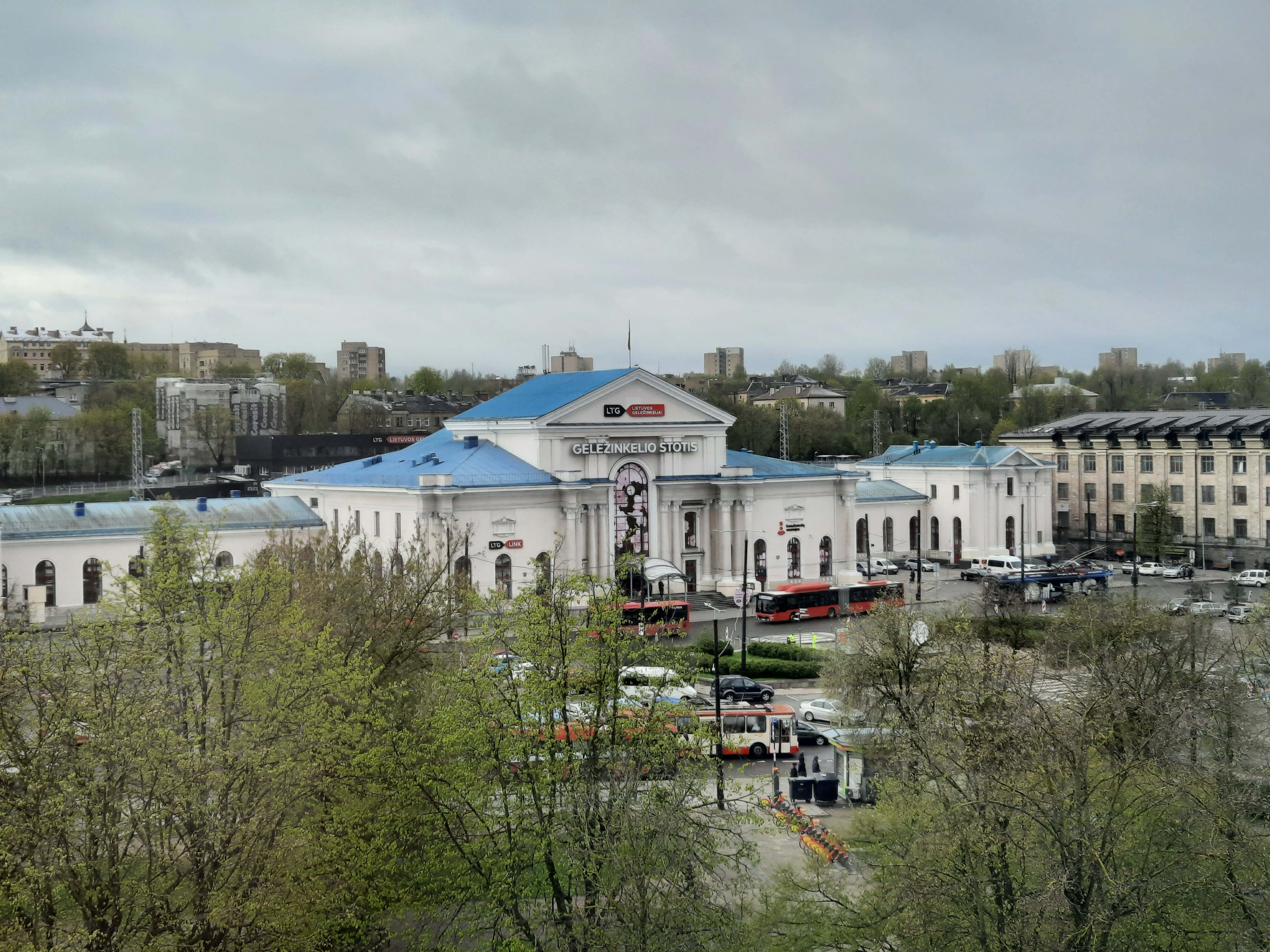
2024

Під час Другої світової війни будівля вокзалу була суттєво зруйнована. У 1950 році будівля вокзалу була відновлена.
1970 року, існуюче тоді паровозне депо, було перетворено у локомотивне (ТЧ-8 Прибалтийської залізниці, пізніше — Vilniaus lokomotyvų depas).
2000 року вокзал було реконструйовано. У 2003 році відособлена частина ремонтної бази була перетворена в ЗАТ «Вільнюське локомотивне ремонтне депо» (Vilniaus Lokomotyvu Remonto Depas UAB). У 2011 році поруч з вокзалом створено музей Литовських залізниць.

## Основні напрямки
- Західний: на Каунас, а далі на Калінінград (Росія);
- Південно-західний: на Маріямполе і далі у напрямку Варшави (Польща);
- Північно-західний: Йонава — Кедайняй — Шяуляй — Тельшяй — Кретинга — Клайпеда;
- Північно-східний: від Ігналіни на Даугавпілс (Латвія), звідти на Ригу та Псков й Санкт-Петербург (Росія);
- Південний: на Ліду — Барановичі (Білорусь);
- Південно-східний: на Молодечно — Мінськ (Білорусь), звідти на Київ (Україна) та Москву (Росія).

## Пасажирське сполучення
Станція має залізничне сполучення з найбільшими містами Литви. До березня 2020 року здійснювалися  регулярні рейси до сусідніх країн (Білорусь, Україна, Росія, Латвія), а саме до Мінська, Києва, Калінінграда, Москви та Санкт-Петербурга.
З 29 вересня 2018 по  березень 2020 року через станцію Вільнюс курсував поїзд № 31/32 міжнародного сполученням Київ — Рига. Цей проєкт, який тривалий час просувався під назвою «Поїзд чотирьох столиць».

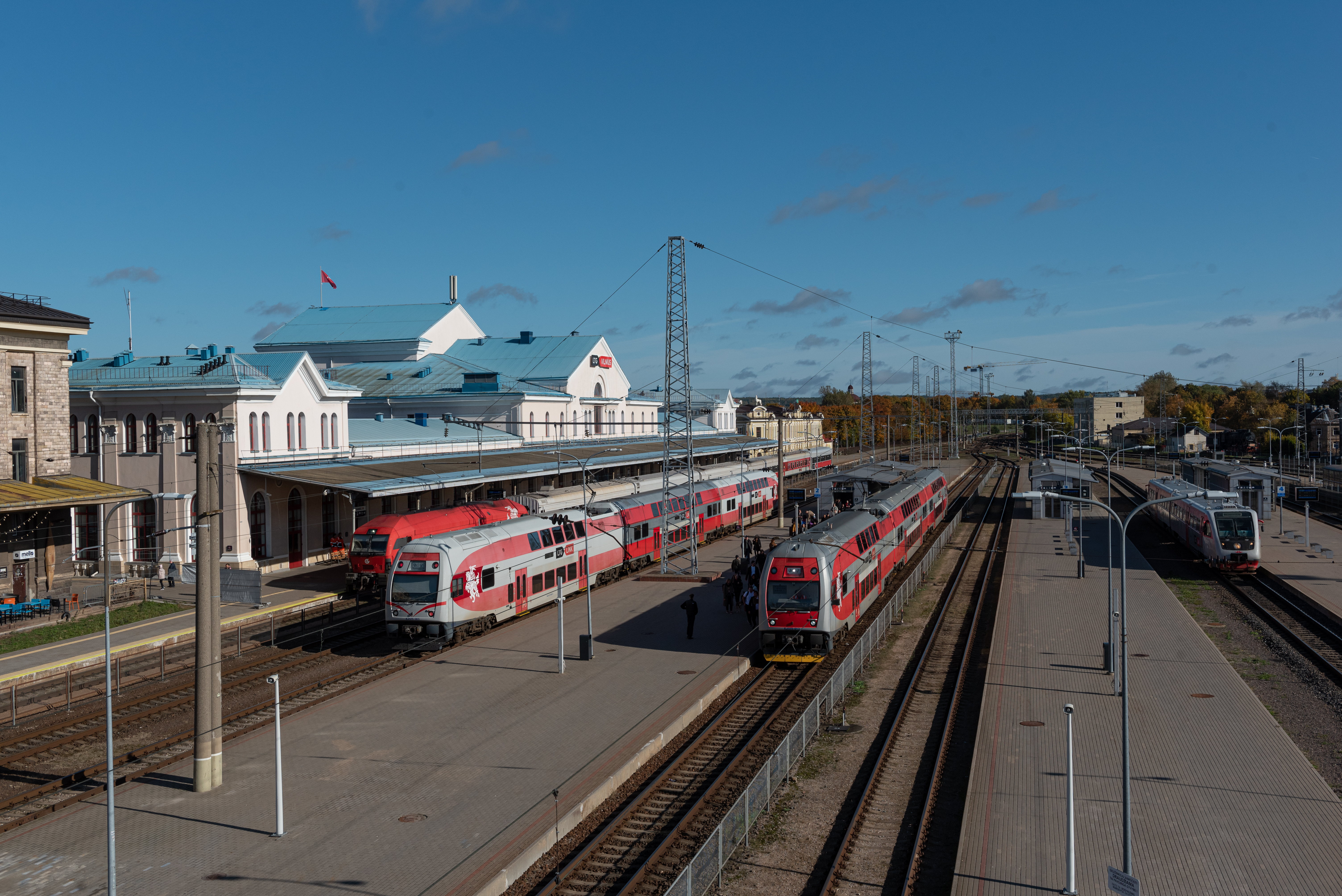
Поїзди на станції Вільнюс
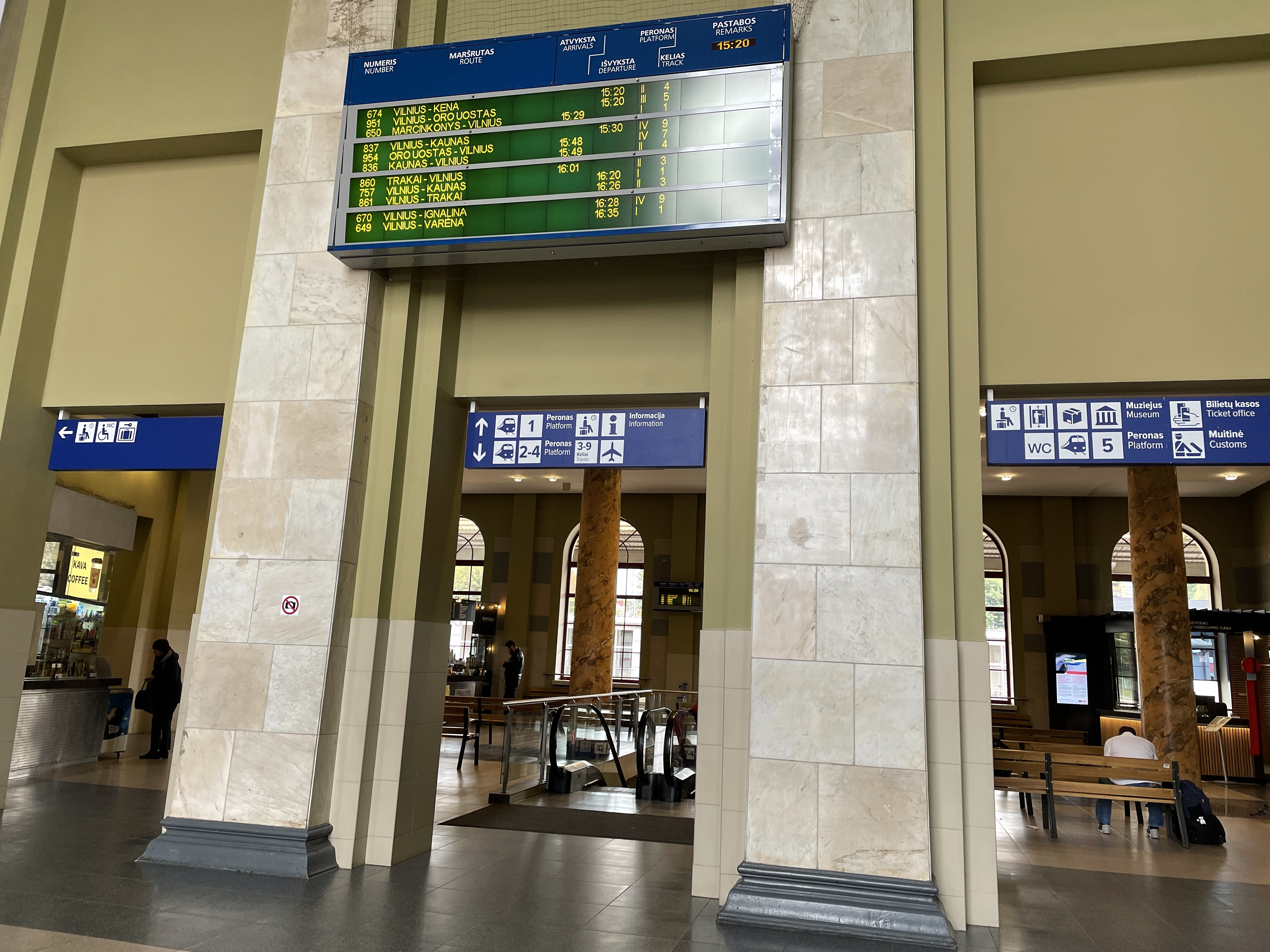
Електронне табло з розкладом поїздів
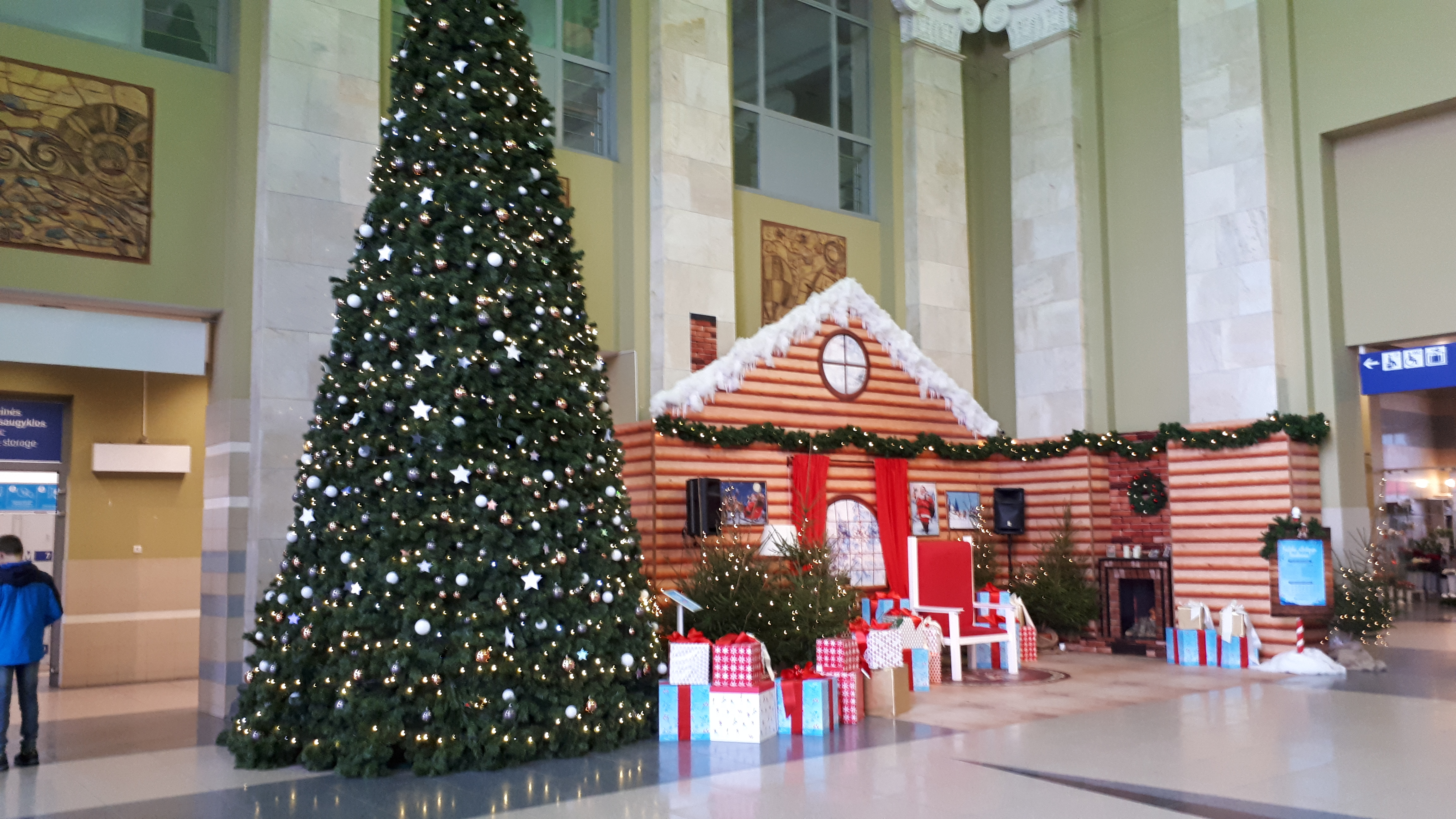
Центральний зал вокзалу (2019)
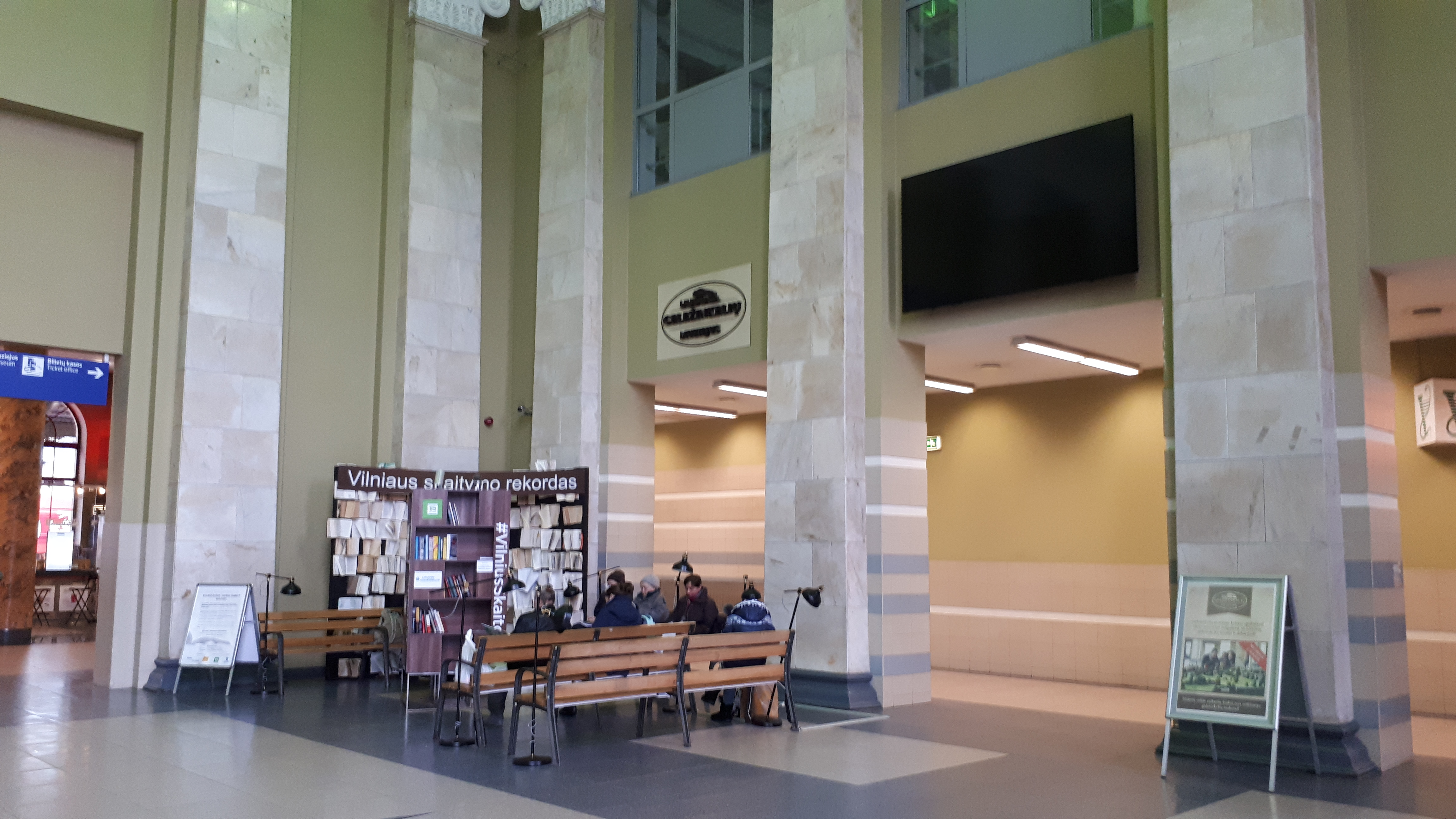
Зал чекання

## Діяльність
- Різні види вантажно-розвантажувальних робіт;
- Зберігання вантажів, склад митного оформлення;
- Тимчасове зберігання, експортні термінали з перевалки імпортних вантажів;

## Послуги
Станція надає наступні послуги:
- Зберігання вантажів;
- Навантаження, вивантаження, перевантаження;
- Послуги митного складу;
- Термінальні послуги імпорту і експорту;
- Транспортні послуги;
- Супроводження вантажів;
- Послуги митного брокера;
- Супровідна документація;
- Представництво на митниці.

## Галерея

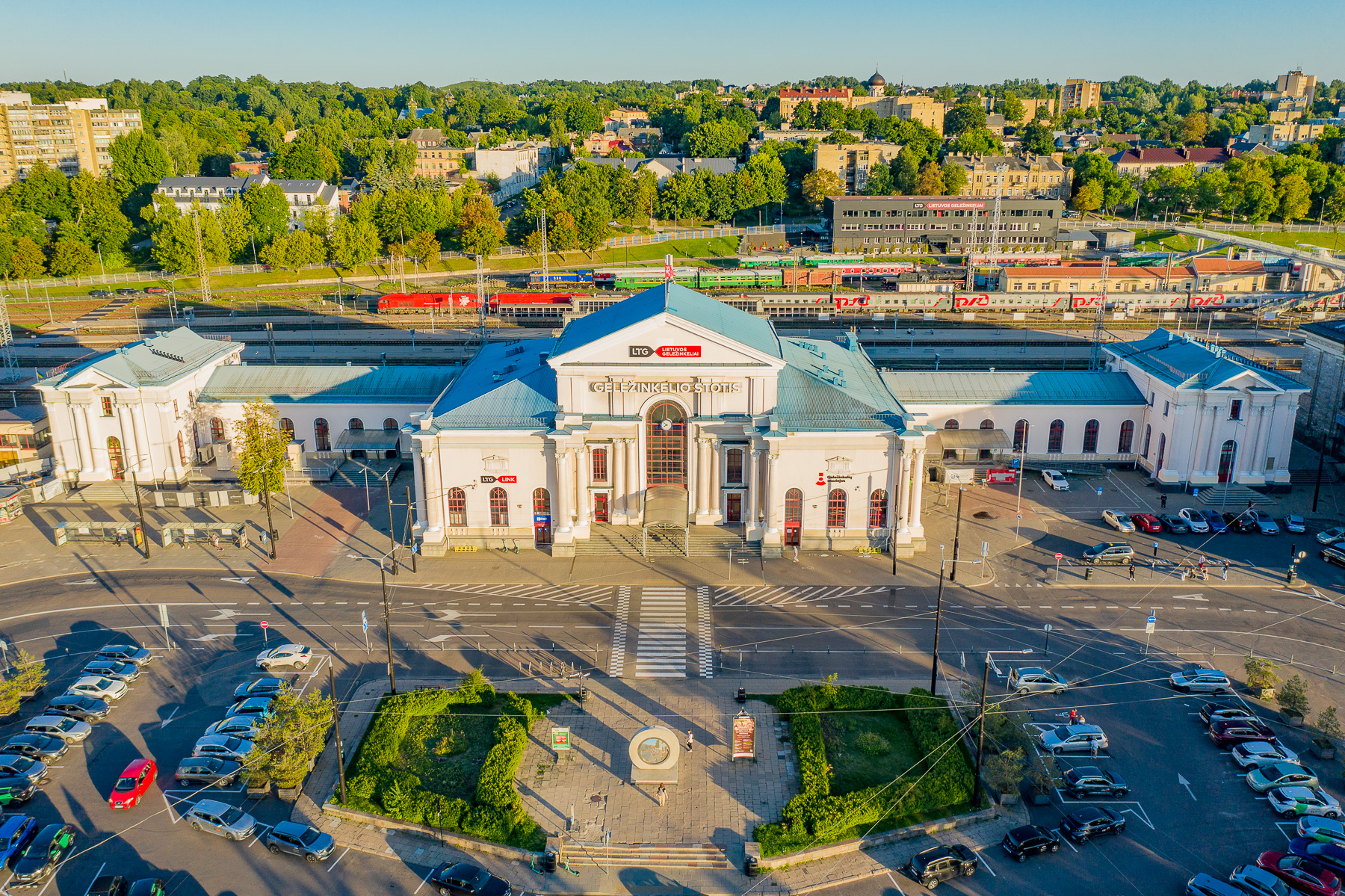
Вокзал станції Вільнюс (2023)
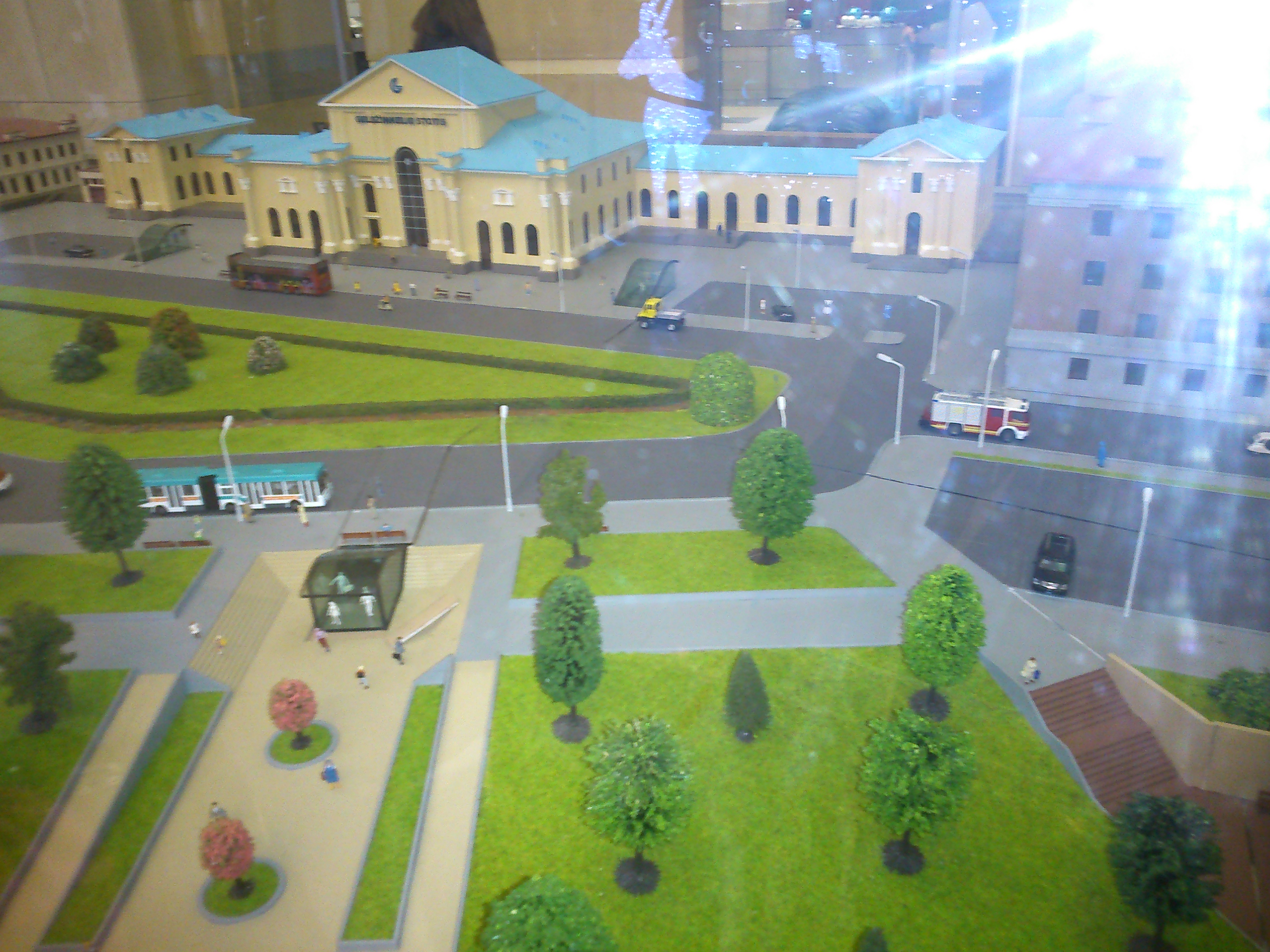
Макет станції
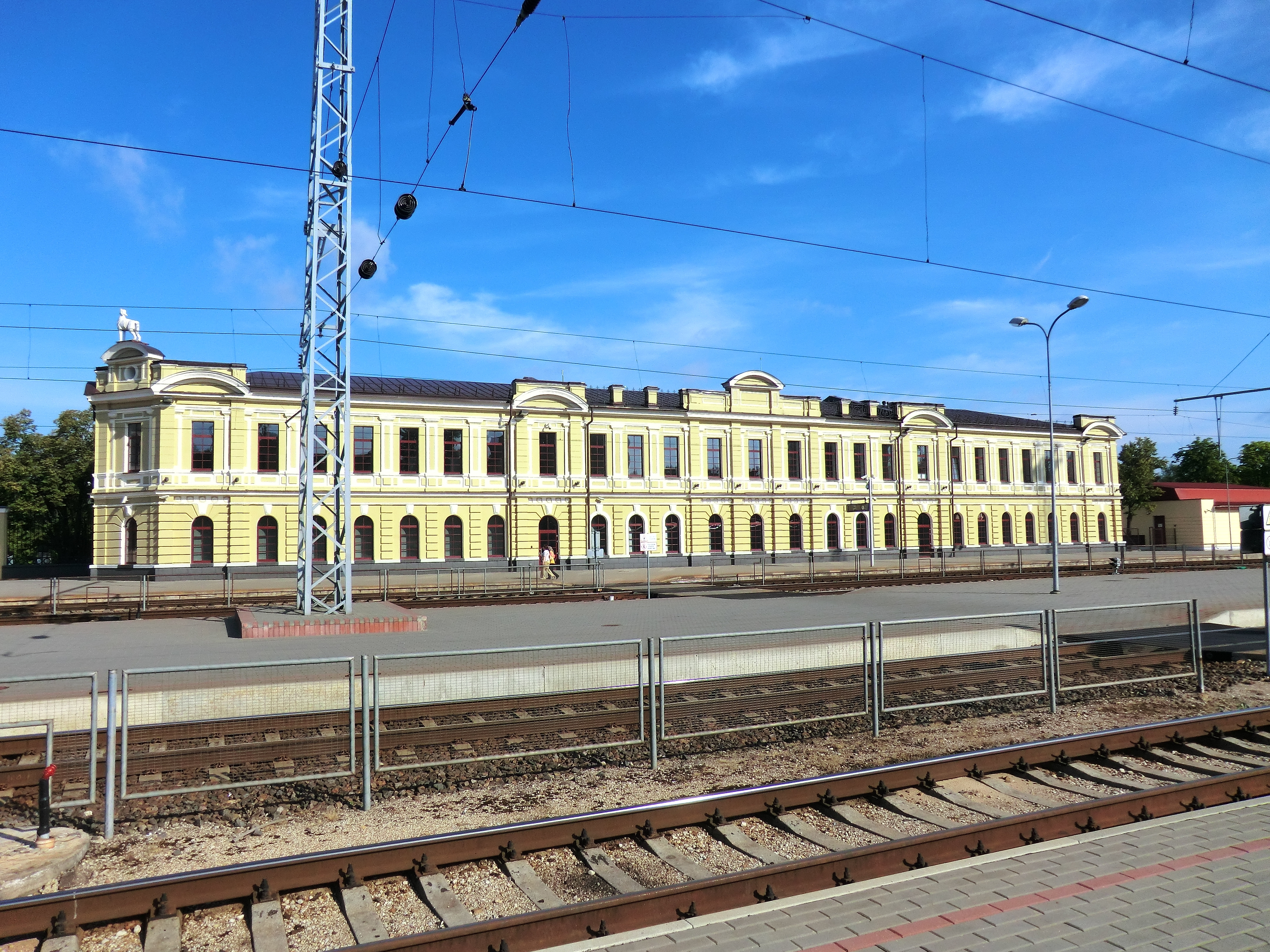
Панорама станції
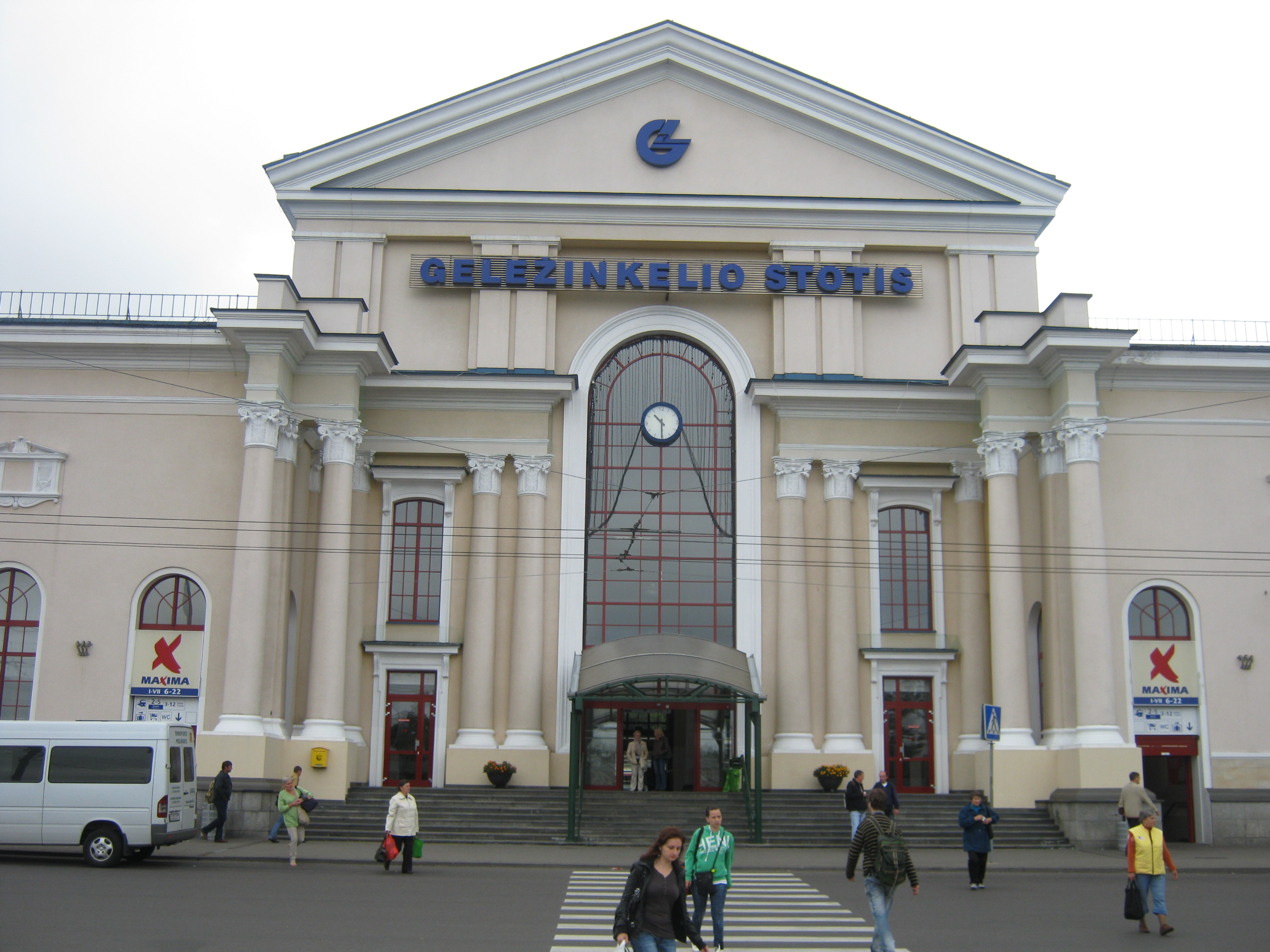
Головний вхід вокзалу
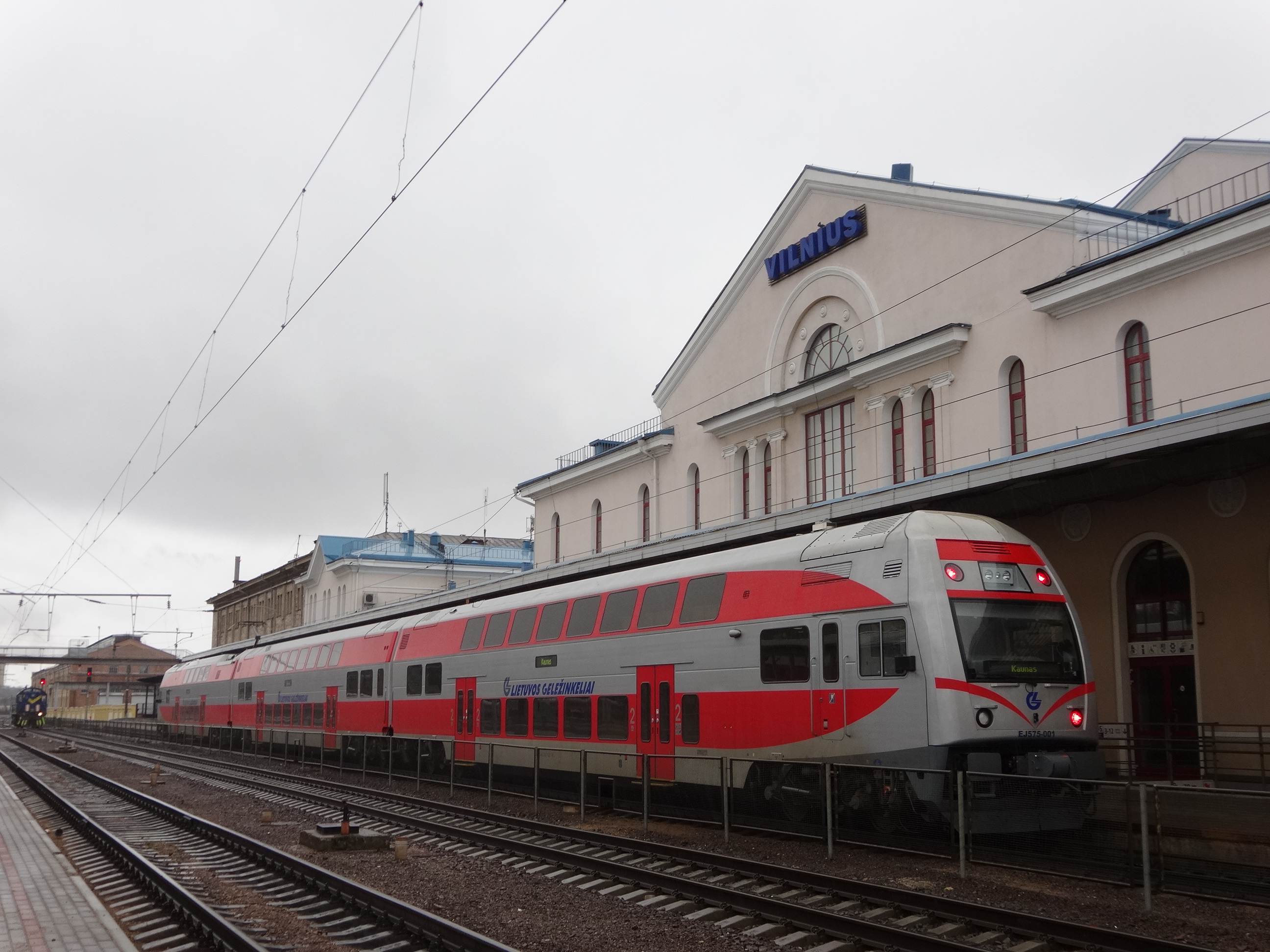
EJ575-012
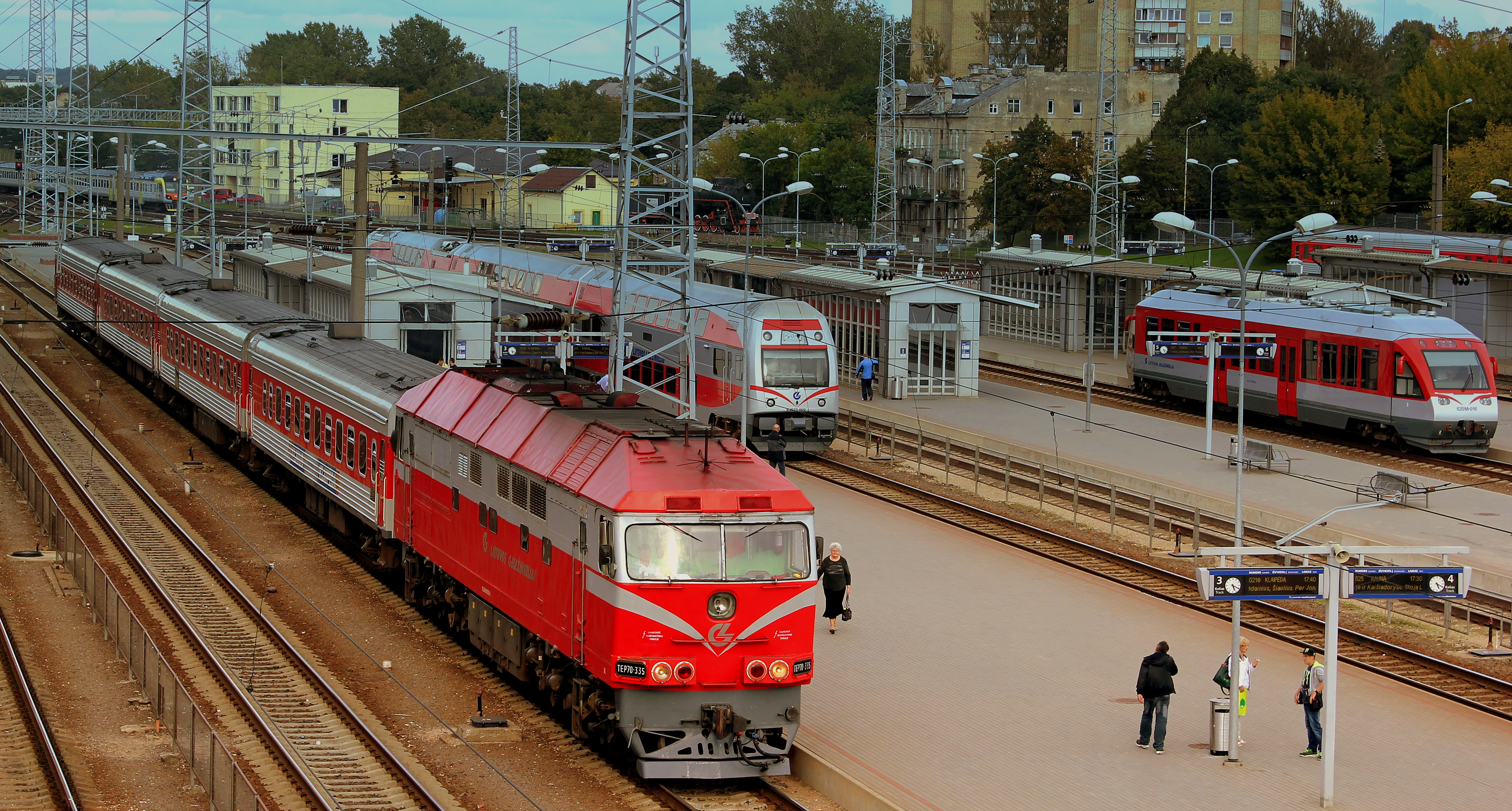
Платформи станції
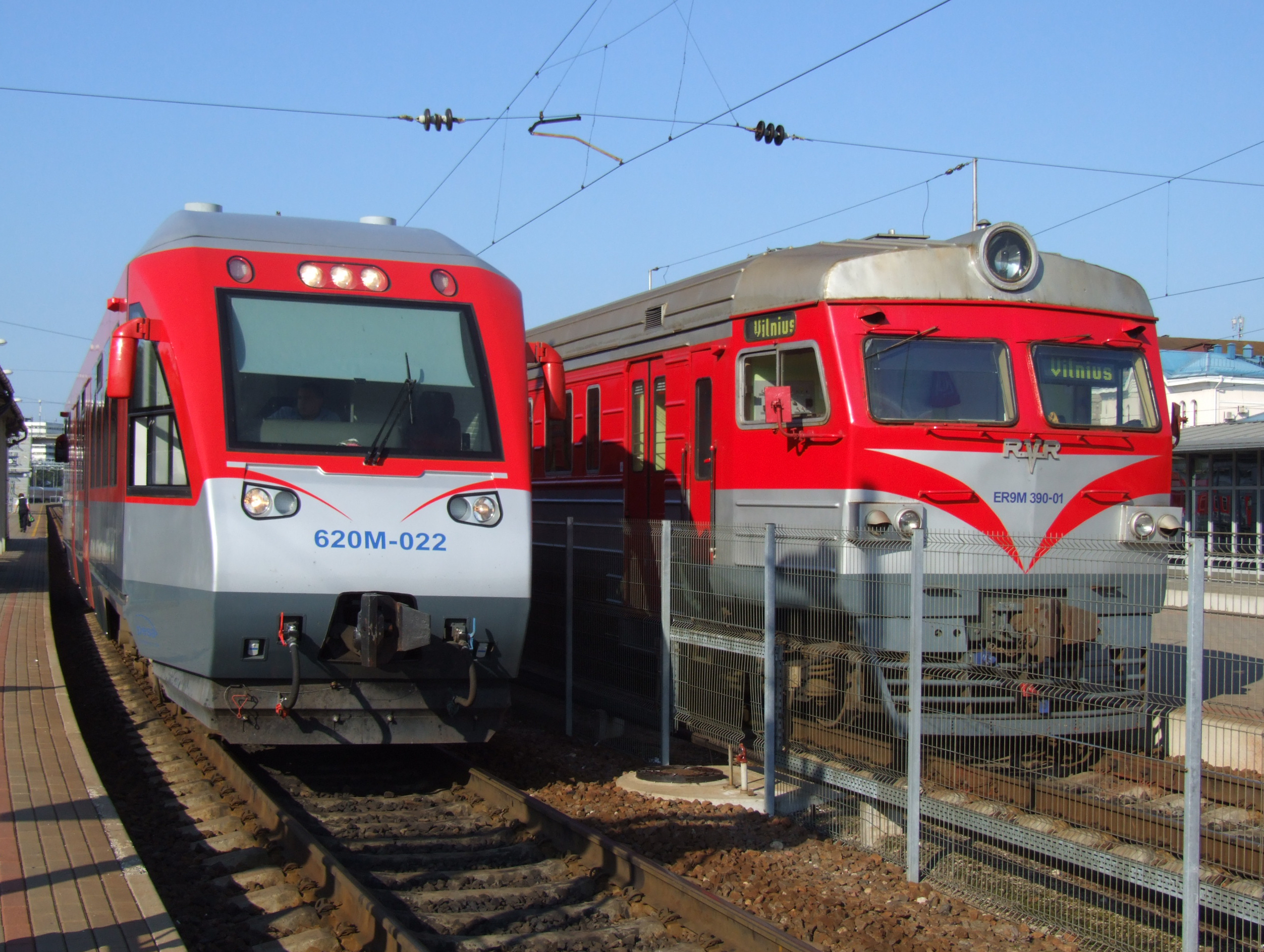
Приміські поїзди
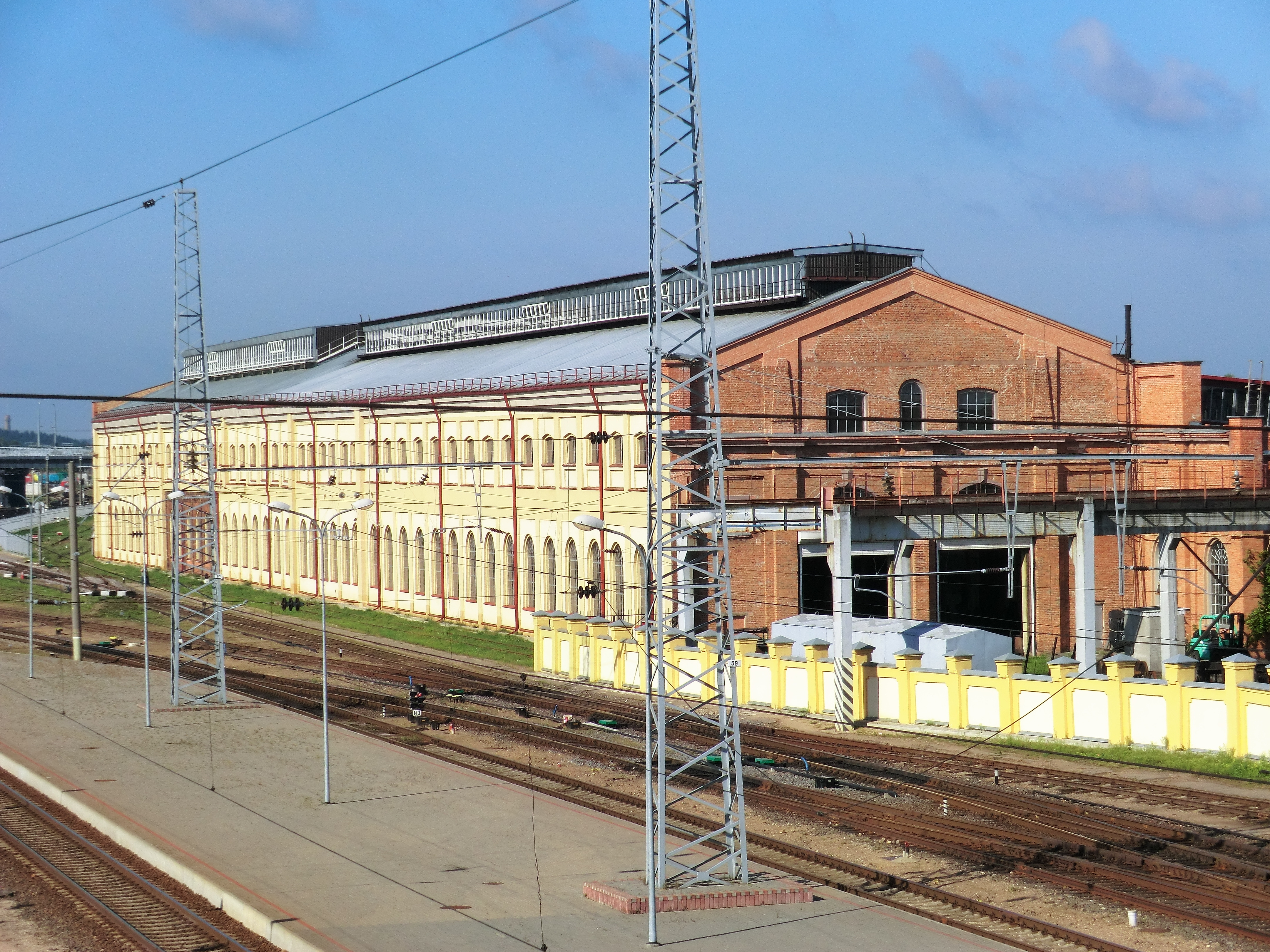
Локомотивне депо
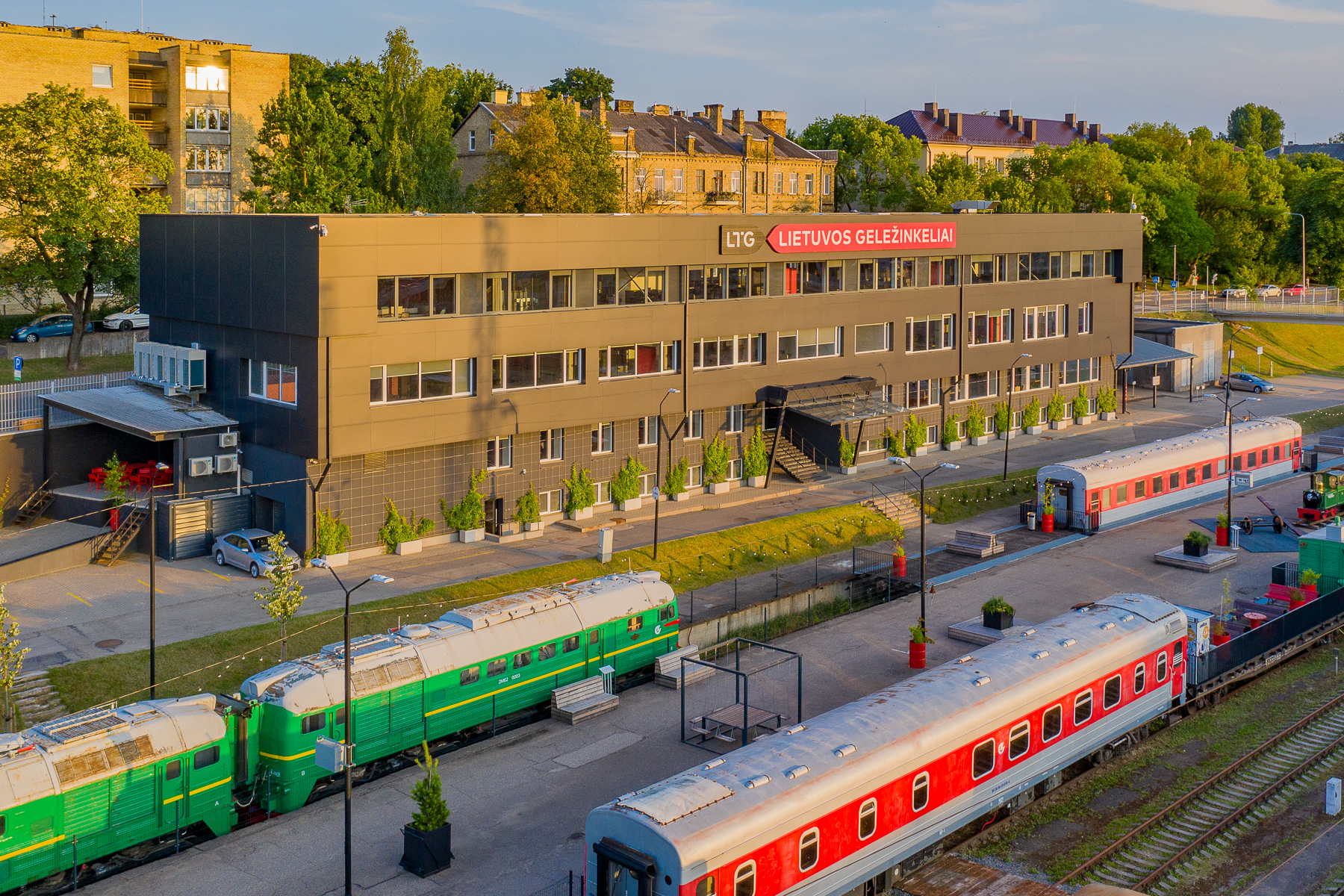
Музей Литовських залізниць